# Torremochuela
Torremochuela es un municipio y localidad española de la provincia de Guadalajara, en la comunidad autónoma de Castilla-La Mancha. El término municipal tiene una población de 8 habitantes (INE 2024).  

## Historia
Hacia mediados del siglo XIX, el lugar tenía contabilizada una población de 124 habitantes. Aparece descrito en el decimoquinto volumen del Diccionario geográfico-estadístico-histórico de España y sus posesiones de Ultramar de Pascual Madoz de la siguiente manera:

TORREMOCHUELA: l. con ayunt. en la prov. de Guadalajara (24 leg.), part. jud. de Molina (2), aud. terr. de Madrid (34), c. g. de Castilla la Nueva, dióc. de Sigüenza (14). sit. parte en llano y parte en la ladera de un cerro; goza de buena ventilacion y saludable clima. Tiene 34 casas; la consistorial con cárcel; escuela de instruccion primaria frecuentada por 40 alumnos de ambos sexos, dotada con 30 fan. de centeno; una igl. parr. (la Purificación de Ntra. Sra.) servida por un cura y un sacristan; fuera de la pobl. hay una fuente de buenas aunque gruesas aguas. térm.: confina con los de Pradilla, Tierzo, Traid y Prados Redondos. El terreno es entrellano, gredal y pedregoso; comprende un monte poblado de encina, roble, sabina, romero y otros arbustos. caminos: los que dirigen á los pueblos limítrofes, de herradura, en mediano estado. correo: se recibe y despacha en Molina por un propio que manda el ayunt. prod.: trigo, centeno, cebada, avena, yeros, guijas, lentejas y otras legumbres, patatas, leñas de combustible y buenos pastos, con los que se mantiene ganado lanar y vacuno; hay caza de liebres, conejos y perdices, muchos lobos y zorras. ind.. la agrícola y recriacion de ganados. pobl.: 25 vec., 124 almas. cap. prod.: 637,500 rs. imp.: 38,250. contr.: 2,616.
(Madoz, 1849, p. 94)

Actualmente cuenta con una población de 8 habitantes empadronados, cuenta con un alcalde que incita a la renovación del pueblo poniendo nuevas instalaciones como una pista de pádel, una barra de bar móvil o una innovadora parada de autobuses.
Actualmente uno de los atractivos culturales de este avivado municipio son su mes de fiestas celebrado en agosto, con una pequeña extensión para hacer un banquete lleno de manjares hechos por cocineros de la comarca y usando ingredientes de los huertos del municipio.
Sus jóvenes contribuyen al desarrollo cultural y social del pueblo, siendo el mes de agosto la época donde más personas conviven en el pueblo, aproximando las 200 personas en estos días.
Las fiestas ocurren alrededor del primer fin de semana de agosto, donde suele haber de dos a tres días donde todas las noches acuden músicos, discomóviles y DJ's de todo España, siendo el último año, 2023, el más relevante debido a la asistencia del aclamado DJ Sanchos.
En el mes de agosto se realizan diversas actividades como por ejemplo torneos de diversos deportes y juegos como fútbol, frontón (frontenis), pádel y futbolín. A su vez se realizan otros eventos como un pregón, vermouth, guerra de globos, múltiples bingos, concursos de croquetas y tortillas, karaoke, gymkana para los más jóvenes, una variedad de concursos de disfraces para todas las edades, hamburguesada, comida popular, baile del farolillo, misa, rifa, partidos de fútbol (como "solteros VS casados"), bailes de zumba y country, cuentacuentos y un muy buen escaperoom.

## Demografía
Torremochuela cuenta con una población de 8 habitantes (INE 2024).
| Gráfica de evolución demográfica de Torremochuela entre 1842 y 2021                                                 |
| |
| Población de derecho según los censos de población del INE Población de hecho según los censos de población del INE |

| 10            | 12 | 19 | 15 | 11 | 11 |
| (Fuente: INE) |    |    |    |    |    |

## Patrimonio

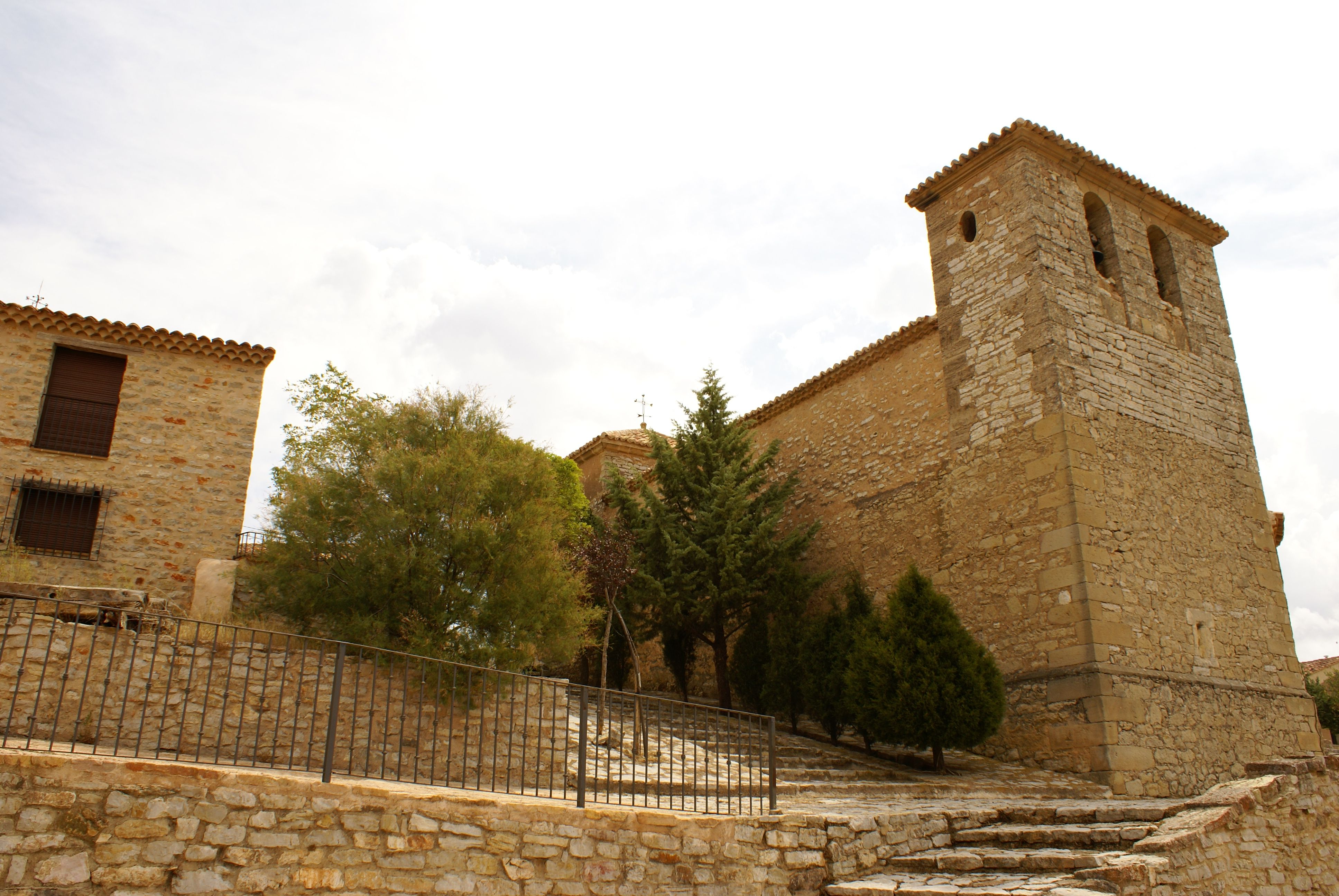
Iglesia

En la localidad hay una iglesia bajo la advocación de la Purificación de Nuestra Señora.